# ЛСЕ (футбольний клуб, Мукачево)
ЛСЕ (угор. Munkácsi Levente Sport Egyesület)  — угорський футбольний клуб з міста Мункач (тепер — Мукачево, Закарпатська область).

## Хронологія назв
- 1910: «Спортивне товариство Мункач» (угор. Munkácsi Sport Egyesület)
- 1943: «Спортивне товариство Левенте Мункач» (угор. Munkácsi Levente Sport Egyesület)

## Історія
Заснований 1910 року під назвою «Спортивне товариство Мункач» (угор. Munkácsi Sport Egyesület).
Після закінчення Першої світової війни Закарпаття увійшло до складу Чехословаччини і відповідно до вказівок Чехословацької футбольної асоціації у 1920 році створили дві групи — «Слов'янська» (команди з Чехії та Словаччини) та «Закарпатська» (угор. Karpataijai Lobdoruho kerület) (угорські команди). Матчі в кожних групах проводилися окремо.
У 1934 році систему футбольних ліг країни реорганізували в єдиний чемпіонат Чехословаччини. Найкращі футбольні клуби розподілили в 5 груп: середньочеська, чеська провінція, моравсько-сілезька, словацько-підкарпатська та німецька група. Вочевидь, система футбольних ліг була реорганізована за національним принципом. Словацька група розподілялася в свою чергу на дві підгрупи — західну (команди із Західної та Центральної Словаччини) та східну (Східна Словаччина та Закарпаття). За результатами спортивних змагань до східного словацько-підкарпатського дивізіону були віднесені два найсильніших слов’янських клуби («Русь» Ужгород та ЧШК Ужгород) та два угорські клуби, які посіли перші два місця у своїх чемпіонатах (МСЕ Мункач та ФТК Берегшаш). Згодом до них приєднався й УАК.
У 1938 році «Мункач СЕ» вийшов у фінал чемпіонату Словаччини, завоювавши титул найкращої угорської команди в Закарпатті та Словаччині, але подальші історичні події не дозволили визначити чемпіона.
Після знищення Чехословаччини Закарпаття опинилося під угорською окупацією. Найкращі закарпатські клуби («Русь» Ужгород, «Унгвар», МСЕ Мункач та ФТК Берегшаш) у сезоні 1939/40 років стартували у групі Фельвідек другого дивізіону чемпіонату Словаччини (угор. Nemzeti Bajnokság B, Felvidéki csoport). Лише ужгородська «Русь» зберігла своє місце в другому дивізіоні, решта ж команд опустилися до третьої ліги Угорщини. У сезоні 1940/41 років МСЕ виступав у підгрупі Карпати групи Ешак Третьої ліги Угорщини і зайняв підсумкове 2-ге місце. У сезоні 1941/42 років посів четверте місце (група Фельвідек), у 1942/43 років — виграв групу Фельфетішай Третьої ліги. У сезоні 1943/44 років вдруге поспіль виступав у Другій ліщі, група Ешак, де посів 14-те місце. У сезоні 1944/45, після 3 зігшраних матчів з 3-ма набраними очками, лідирував у турнірній таблиці групи Карпаталья, але чемпіонат перервали через військові дії.
Після приходу радянських військ у 1945 році команду розформували.

## Досягнення
- Чемпіонат Словаччини
  -  Срібний призер (1): 1938

- Друга ліга Угорщини
  - 14-те місце (1): 1939/40 (група Фельвідек)

- Чемпіонат Закарпаття
  -  Чемпіон (3)